# Club Atlético Candelaria
Club Atlético Candelaria, conocido como Atlético Candelaria, es una entidad deportiva. Fundado el 30 de octubre de 1949en la ciudad de Candelaria, Misiones, Argentina. Actualmente participa en la Liga Posadeña de Fútbol.
Participó durante dos temporadas en la tercera división, el Torneo Argentino A, pero perdió la categoría y pasó a jugar el Torneo Argentino B. En dicho certamen, jugó una temporada en la que terminó en zona de descenso debiendo jugar un partido repechaje contra Gimnasia y Tiro de Salta para evitar perder nuevamente la categoría: tras caer como visitante por definiciones de penales, descendió y pasó a disputar el Torneo Argentino C, temporada en la cual no la pudo ganar y se despidió de los torneos federales.

## Historia
El Club Atlético Candelaria fue fundado el 30 de octubre de 1949 en el salón de la “Pensión Cabrera”, en la ciudad de Candelaria.

## Símbolos

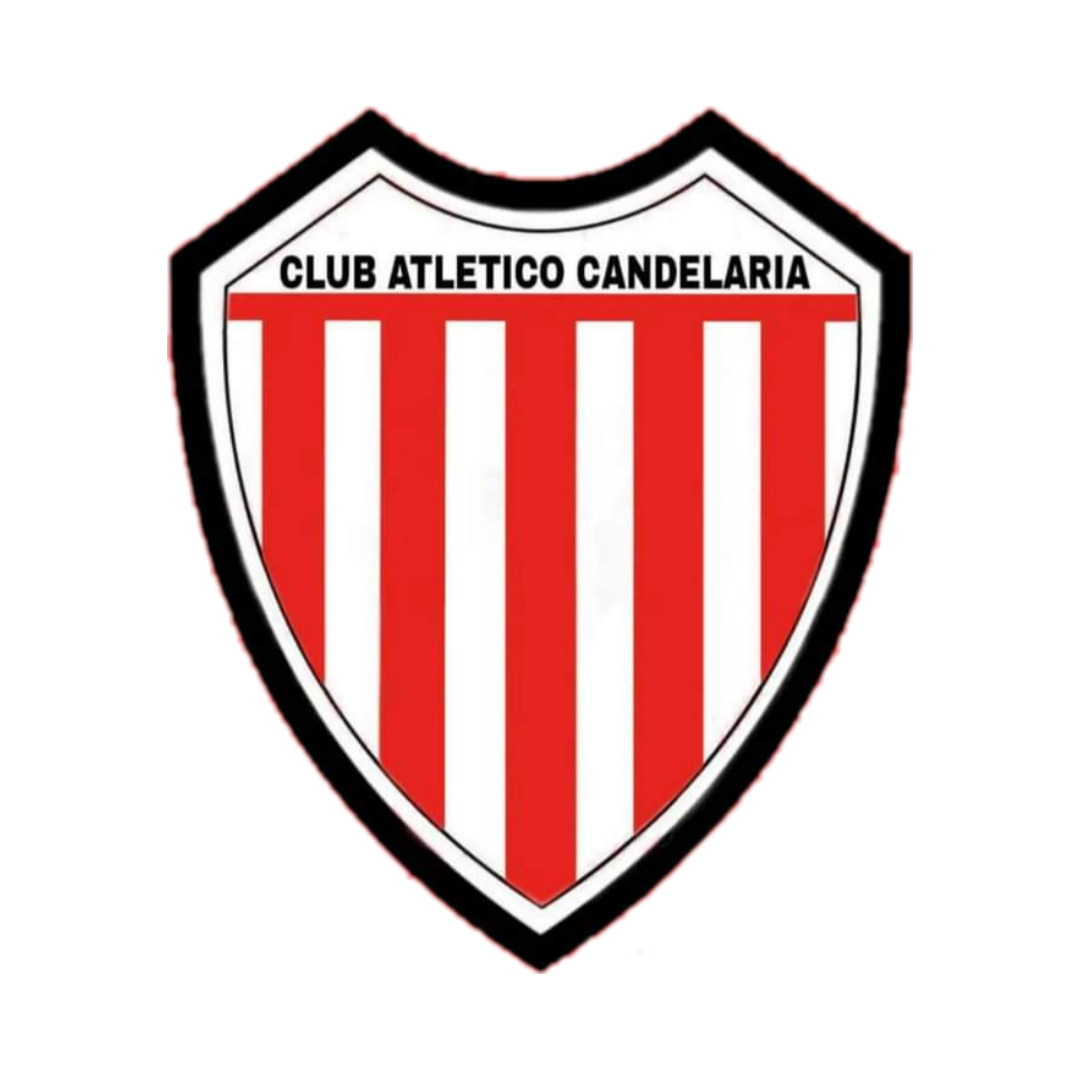

Escudo

## Uniforme
- Uniforme titular: Camiseta a rayas blancas y rojas, pantalón rojo, medias rojas.
- Uniforme alternativo: Camiseta negra, pantalón negro, medias negras.

## Instalaciones
Las instalaciones están compuestas por el estadio, que tiene una capacidad para 1.500 personas.

## Rivalidades

### Clásicos en Candelaria
Su primer clásico rival fue el Club 2 de Febrero de la misma localidad, sin embargo su desafiliación y posterior desaparición supuso la extinción del primer duelo clásico en la ciudad. Con la aparición en 2012 del Club Atlético Colón de Candelaria, se reeditó nuevamente el clásico, aunque en este caso hubo mucho apoyo de parte de los directivos del "Candé" para el surgimiento de este nuevo club. Finalmente y tras una nueva desafiliación, en este caso del Club Colón, nuevamente el clásico candelario se perdió, quedando "Candé" como el único representante de esta localidad.

### Rivalidades con equipos de Posadas y Garupá
Su posicionamiento dentro del esquema de la Liga Posadeña de Fútbol, su constante protagonismo y sus participaciones en las categorías nacionales del ascenso nacional, convirtieron a Candelaria en un auténtico representante de peso en la Provincia de Misiones, lo que le terminó granjeando fuertes rivalidades con los equipos de la capital misionera, principalmente con el Club Deportivo Guaraní Antonio Franco,contra el que anima uno de los clásicos provinciales más recordados del ascenso nacional. 
Por otra parte, la proximidad entre las ciudades de Candelaria y Garupá, también suponen enfrentamientos con los clubes de esa localidad, entre los que se destaca el Club Mutual Crucero del Norte.

## Datos del club
- Temporadas en Tercera División: 2
  - Torneo Argentino A: 2 (2004/05, 2005/06).
- Temporadas en Cuarta División: 3
  - Torneo Argentino B: 3 (2001/02, 2003/04, 2006/07).
- Temporadas en Quinta División: 1
  - Torneo Argentino C: 1 (2007).

## Palmarés
| Competiciones nacionales    | Competiciones nacionales | Competiciones nacionales |
| Competición                 | Títulos                  | Subcampeonatos           |
| Cuarta División             | Cuarta División          | Cuarta División          |
| --------------------------- | ------------------------ | ------------------------ |
| Torneo Argentino B (1/0)    | 2003.                    |                          |
|                             |                          |                          |
| Competiciones regionales    |                          |                          |
| Competición                 | Títulos                  | Subcampeonatos           |
| Liga Posadeña de Fútbol (4) | 1992, 2000, 2001, 2003.  |                          |